# Dodoma (Distrikt)
Dodoma ist einer der sieben Distrikte der Region Dodoma in Tansania. Er wird auch Dodoma Municipal genannt und besteht aus der Hauptstadt Dodoma und dem umliegenden Land. Der Distrikt grenzt im Westen und im Norden an den Distrikt Bahi, im Osten und im Süden an den Distrikt Chamwino. 

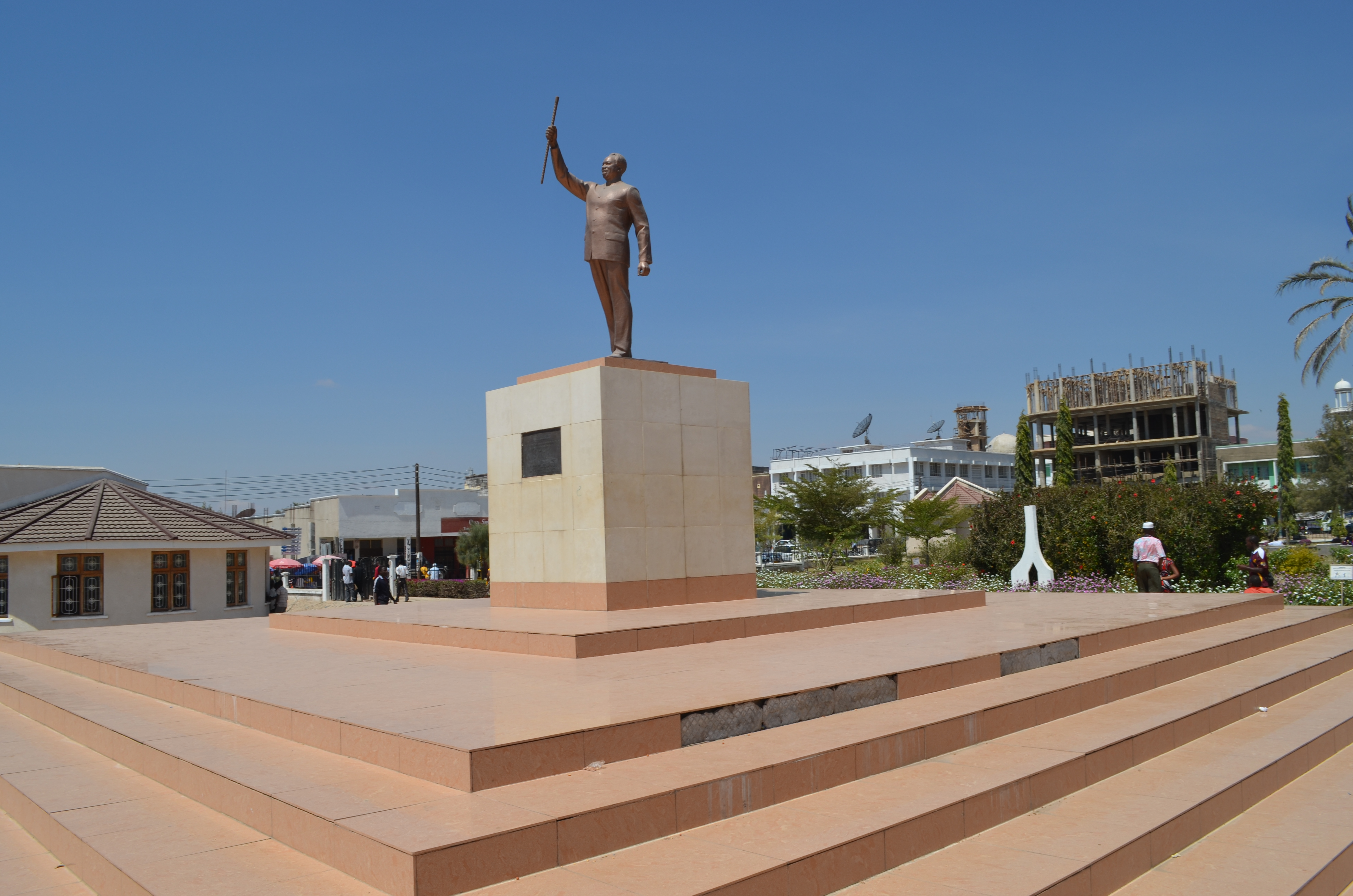
Nyerere Platz in Dodoma

## Geographie
Dodoma hat eine Fläche von 2576 Quadratkilometer und 765.179 Einwohner (Volkszählung 2022). Der Distrikt liegt auf der zentralen Hochfläche von Tansania in einer Höhe von 900 bis 1000 Meter. Im Süden steigt das Land hügelig auf über 1500 Meter an. Es gibt keine permanenten Flüsse im Distrikt. Das Klima ist ein lokales Steppenklima, BSh nach der effektiven Klimaklassifikation. Die Niederschläge von 550 bis 600 Millimeter im Jahr fallen größtenteils in der Regenzeit von Dezember bis März, in den Monaten Mai bis November regnet es kaum. Die Jahresdurchschnittstemperatur liegt bei 25 Grad Celsius, am kühlsten ist es im Juli mit 20 Grad, am heißesten im November mit 25 Grad Celsius.

## Geschichte
In früherer Zeit wurde die Gegend von Dodoma Calangu genannt. Die heutige Bezeichnung Dodoma geht auf das Wort „Idodomia“ in der Sprache der Gogo zurück. Im Jahr 1912 in der Zeit der Deutschen Besatzung wurde die Festung errichtet, die heute Sitz des Premierministers ist.

## Verwaltungsgliederung
Der Distrikt besteht aus 37 Bezirken (Wards):
- Viwandani
- Uhuru
- Chamwino
- Kiwanja cha Ndege
- Makole
- Miyuji
- Msalato
- Makutupora
- Chihanga
- Hombolo
- Ipala
- Nzuguni
- Dodoma Makulu
- Mtumba
- Kikombo
- Ng'hong'honha
- Mpunguzi
- Tambukareli
- Kilimani
- Kikuyu Kusini
- Kikuyu Kaskazini
- Mkonze
- Mbabala
- Zuzu
- Hazina
- Madukani
- Majengo
- Kizota
- Nala
- Mbalawala
- Ntyuka
- Chigongwe
- Chang'ombe
- Iyumbu
- Chahwa
- Mnadani
- Ipagala

| Von der Volkszählung 2012 bis 2022 gab es einen jährlichen Zuwachs von 6,4 Prozent. \| Volkszählung \| Einwohner \| \| ------------ \| --------- \| \| 1988 \| 202.665 \| \| 2002 \| 322.811 \| \| 2012 \| 410.956 \| \| 2022 \| 7665.179 \| Im Jahr 2012 sprachen 55 Prozent der Über-Fünfjährigen Swahili, 21 Prozent Englisch und Swahili, 23 Prozent waren Analphabeten. | Die zur Anzeige dieser Grafik verwendete Erweiterung wurde dauerhaft deaktiviert. Wir arbeiten aktuell daran, diese und weitere betroffene Grafiken auf ein neues Format umzustellen. (Mehr dazu) |
| Volkszählung | Einwohner |
| 1988 | 202.665 |
| 2002 | 322.811 |
| 2012 | 410.956 |
| 2022 | 7665.179 |

- Bildung: Von den 106 Grundschulen im Distrikt werden 92 staatliche geführt, 14 sind Privatschulen. Im Jahr 2017 wurden in den öffentlichen Schulen 72.000 Kinder von 1800 Lehrern unterrichtet. Von 50 weiterführenden Schulen sind 36 staatlich und 14 privat. In den öffentlichen Schulen unterrichten 700 Lehrer 18.000 Schüler, in den privat geführten weiterführenden Schülern kommen auf 6000 Schüler 340 Lehrkräfte.[11] Daneben gibt es fünf Hochschulen, darunter die Universität Dodoma.[12][13]
- Gesundheit: Für die medizinische Versorgung der Bevölkerung sorgen vier Krankenhäuser, dreizehn Gesundheitszentren und 52 Apotheken.[12] Die Anzahl der mit HIV infizierten Personen ging von 9,9 Prozent im Jahr 1012 auf 6,7 Prozent im Jahr 2015 zurück.[14]
- Wasser: Im städtischen Gebiet werden 70, im ländlichen Bereich 50 Prozent der Bevölkerung mit sicherem Wasser versorgt (Stand 2017).[11]

## Wirtschaft und Infrastruktur

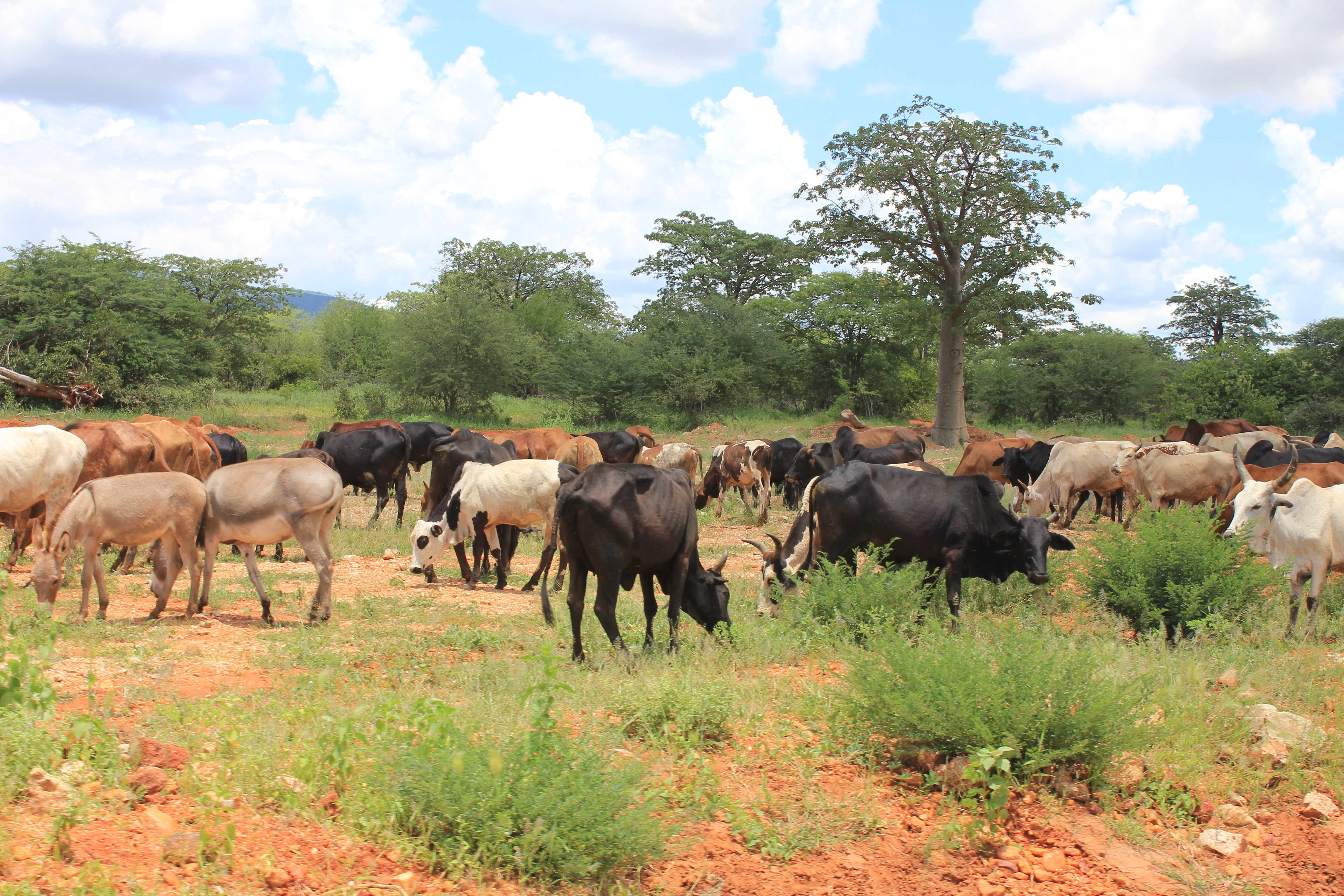
Viehzucht in Dodoma

Die Landwirtschaft beschäftigt siebzig Prozent der Bevölkerung des Distriktes, daneben gibt es Gewerbe und Kleinindustrien.
- Landwirtschaft: Im Distrikt werden Weintrauben, Erdnüsse, Mais, Gemüse und Sorghum angebaut.[16] Von den 93.000 Haushalten im Distrikt hielten 26.000 Haustiere, 300.000 Hühner, 170.000 Rinder und 115.000 Ziegen (Stand 2012).[17]
- Gewerbe: Es werden überwiegend landwirtschaftliche Produkte verarbeitet, wie zum Beispiel bei der Erzeugung von Speiseölen.[18]
- Flughafen: Der Flughafen Dodoma liegt direkt in der Stadt, rund einen Kilometer nördlich vom Nyerere Platz. Die Landebahn hat eine Länge von 2000 Metern. Es gibt tägliche Flugverbindungen nach Daressalam und einen wöchentlichen Flug nach Mwanza (Stand 2020).[19][20][21]
- Eisenbahn: Durch Dodoma verläuft die Tanganjikabahn, die von Daressalam quer durch Tansania bis zum Tanganjikasee fährt.[22]
- Straßen: In der Stadt Dodoma kreuzen sich die Nationalstraße T3, die von Daressalam nach Ruanda und Burundi führt, und die Nord-Süd-Achse, die Nationalstraße T5 von Iringa nach Arusha.[23] Von den übrigen 900 Kilometer Straßen im Distrikt sind nur 25 Kilometer asphaltiert, die übrigen sind Schotter- oder Erdstraßen.[24]

## Politik
In Dodoma wird alle fünf Jahre ein Distriktrat (District council) gewählt. Der Distriktrat besteht aus 60 Vertretern, von denen 41 gewählt und 19 ernannt werden. Seit der Wahl im Jahr 2015 sind Vertreter von den sieben Parteien CCM, CHADEMA, CUF, UPDP, NCCR-MAGEUZI, UDP und TLP im Distriktrat vertreten. Vorsitzsender ist Davis G. Mwamfupe (Stand 2022).